# Karnplay
Karnplay (również Kahnple) – miasto w Liberii, w Hrabstwie Nimba. Według danych na rok 2008 liczyło 5585 mieszkańców.